# Деххода, Али Акбар
Али Акбар Деххода (перс. علی‌اکبر دهخدا‎ — Ali Akbar Dehkhodâ, 1879 — 9 марта 1959, Тегеран) — иранский лингвист, лексикограф, писатель и общественный деятель, профессор Тегеранского университета (с 1933), член Иранской Академии персидского языка (с начала 1940-х гг.). Автор крупнейшего словаря персидского языка, насчитывающего около миллиона слов (всего 15 томов).
Родился в семье выходцев из Казвина. Отец умер, когда ему было 10 лет. Деххода окончил колледж по специальности «политология», проявив успехи в изучении языков. Активно участвовал в политической деятельности, был депутатом Меджлиса от Тегерана и Кермана, позднее возглавлял Юридическую школу при Тегеранском университете.
В 1903 отправился на Балканы в должности сотрудника иранского посольства, однако через два года вернулся в Иран и принял участие в Иранской конституционной революции.
В Иране Деххода и его соратники — Мирза Джахангир-хан и Касим-хан Тебризи публиковали свою газету в течение 2 лет, вплоть до того, как её запретил авторитарный шах Мохаммад Али Шах. Деххода был вынужден бежать в Европу, где он продолжал писать статьи вплоть до возвращения в Иран в 1911, когда Али Шах был свергнут. В том же году стал депутатом Меджлиса.
Помимо публицистики и политической деятельности, Деххода был известен как автор литературных переводов с французского языка. В частности, он перевёл на персидский труд Монтескьё «О духе законов».